# Mette Groes
Mette Groes (ur. 9 czerwca 1937 w Frederiksberg, zm. 8 listopada 2014 w Gentofte) – duński polityk, działacz społeczny i wykładowca. Profesor nadzwyczajny od 1974 do 2002 roku na Uniwersytecie w Aalborgu.

## Życiorys
Matte Groes pracowała jako bibliotekarz, następnie jako doradca społeczny. Pełniła funkcję pracownika socjalnego w Mødrehjælpen (prywatnej organizacji humanitarnąej, zajmującej się doradztwem i wsparciem samotnych matek), tam postanowiła skierować swoje działania na polityczne tory.
Była Członkiem Rady Miejskiej w Aalborgu, Członkiem Parlamentu Europejskiego (1979-1980), Członkiem Partii Socjaldemokratycznej. Walczyła o równouprawnienie kobiet. Była także członkiem zarządu Duńskiego Stowarzyszenia Doradców Społecznych oraz wiceprzewodniczącą Duńskiego Stowarzyszenia Kobiet.
Jest autorką kilku publikacji. W 2001 roku wydana została jej książka pt. „Metody pracy pracowników socjalnych”, która dotyczy przemocy w rodzinie. Groes przeprowadza w niej czytelnika m.in. przez duńskie prawo i międzynarodowe konwencje, rodzaje przemocy, jak również traktuje o potrzebie udzielania pomocy zarówno ofiarom, jak i sprawcom takich działań.